# Meinweg
Das EU-Vogelschutzgebiet und Fauna-Flora-Habitat-Gebiet Meinweg liegt auf dedem Gebiet der Gemeinde Roerdalen in der niederländischen Provinz Limburg. Das 18,22 km² große Schutzgebiet gehört zum europäischen Schutzgebietsnetz Natura 2000. Es umfasst einen Teil des Nationalparks De Meinweg.
Das Gebiet grenzt im Norden und Osten an das deutsche Vogelschutzgebiet Schwalm-Nette-Platte mit Grenzwald u. Meinweg sowie im Norden an das FFH-Gebiet Lüsekamp und Boschbeek und im Osten an das FFH-Gebiet Meinweg mit Ritzroder Dünen. Im Südosten grenzt zudem das FFH-Gebiet Helpensteiner Bachtal-Rothenbach an.
Es wurde im Jahr 1994 als Vogelschutzgebiet ausgewiesen und im Jahr 1998 als FFH-Gebiet vorgeschlagen. 2004 erfolgte die Bestätigung als Gebiet gemeinschaftlicher Bedeutung (SCI) und 2013 die Ausweisung als Besonderes Erhaltungsgebiet (SAC).

## Schutzzweck

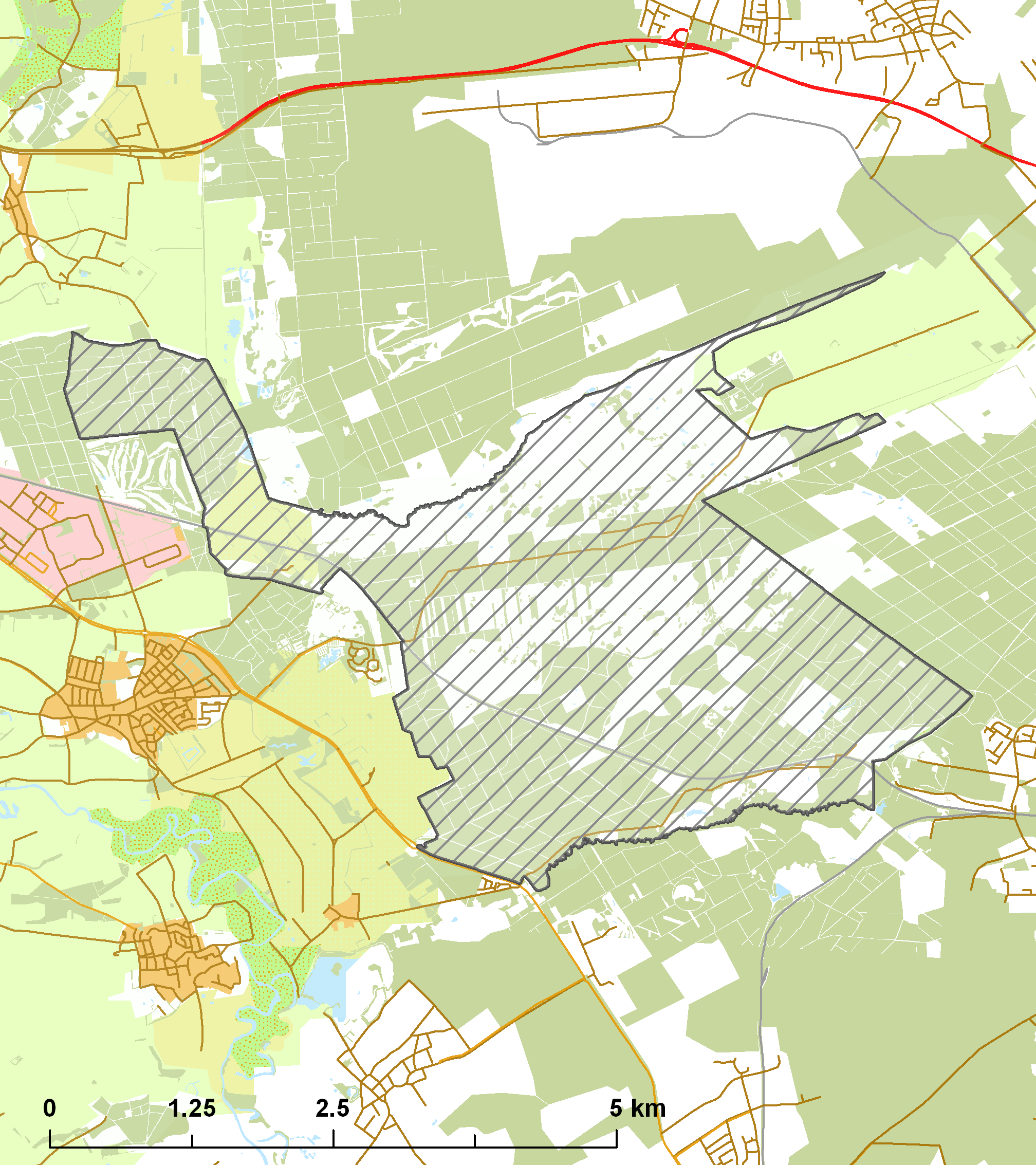
Karte des Schutzgebiets (schraffiert)

### Lebensraumtypen
Folgende Lebensraumtypen nach Anhang I der FFH-Richtlinie kommen im Gebiet vor; prioritäre Lebensraumtypen sind mit * gekennzeichnet:
| EU Code           | * | Lebensraumtyp (offizielle Bezeichnung)                                                                                            | Fläche (ha) |
| ----------------- | - | --- | ----------- |
| 3130              |   | Oligo- bis mesotrophe stehende Gewässer mit Vegetation der Littorelletea uniflorae und/oder der Isoëto-Nanojuncetea               | 1.01        |
| 3160              |   | Dystrophe Seen und Teiche | 2.9         |
| 4010              |   | Feuchte Heiden des nordatlantischen Raumes mit Erica tetralix                                                                     | 4.3         |
| 4030              |   | Trockene europäische Heiden | 190         |
| 6410              |   | Pfeifengraswiesen auf kalkreichem Boden, torfigen und tonig-schluffigen Böden (Molinion caeruleae)                                | 0.2         |
| 7110              | * | Lebende Hochmoore | 0.6         |
| 7150              |   | Torfmoor-Schlenken (Rhynchosporion)                                                                                               | 1.2         |
| 9120              |   | Atlantischer, saurer Buchenwald mit Unterholz aus Stechpalme und gelegentlich Eibe (Quercion robori-petraeae oder Ilici-Fagenion) | 100         |
| 91D0 Bog woodland |   | Pioniervegetation mit Salicornia und anderen einjährigen Arten auf Schlamm und Sand (Quellerwatt)                                 | 4.6         |
| 91E0              | * | Auen-Wälder mit Alnus glutinosa und Fraxinus excelsior (Alno-Padion, Alnion incanae, Salicion albae)                              | 10.8        |

### Arteninventar
Folgende Arten von gemeinschaftlichem Interesse sind für das Gebiet gemeldet. Prioritäre Arten sind mit * gekennzeichnet:
| EU Code | * | Art                  | wissenschaftlicher Name | Artengruppe           |
| ------- | - | -------------------- | ----------------------- | --------------------- |
| 1166    |   | Nördlicher Kammmolch | Triturus cristatus      | Amphibien             |
| 1096    |   | Bachneunauge         | Lampetra planeri        | Fische und Rundmäuler |
| 1037    |   | Grüne Flussjungfer   | Ophiogomphus cecilia    | Libellen              |
| 1831    |   | Froschkraut          | Luronium natans         | Pflanzen              |

Folgende Vogelarten sind für das Gebiet gemeldet; Arten, die im Anhang I der Vogelschutzrichtlinie geführt sind, sind mit * gekennzeichnet:
| Bild | Anhang I | EU Code | Art             | wissenschaftlicher Name |
| ---- | -------- | ------- | --------------- | ----------------------- |
|      | *        | A224    | Ziegenmelker    | Caprimulgus europaeus   |
|      |          | A276    | Schwarzkehlchen | Saxicola torquatus      |
|      | *        | A246    | Heidelerche     | Lullula arborea         |